# Tchiprovtsi
Tchiprovtsi (en bulgare Чипровци) est une ville du nord-ouest de la Bulgarie.

## Géographie
La ville de Tchiprovtsi est située dans le nord-ouest de la Bulgarie, à 130 km au nord-nord-ouest de la capitale Sofia. Elle est traversée par la rivière Ogosta.
La ville est le chef-lieu de la commune de Tchiprovtsi, qui fait partie de la région de Montana.
| 1975  | 1985  | 1992  | 2001  | 2005  | 2010  |
| ----- | ----- | ----- | ----- | ----- | ----- |
| 3 399 | 3 236 | 3 089 | 2 370 | 2 142 | 2 026 |

,,

## Histoire
Nommé d'abord Kipurovets (Кипуровец), ce nom a dérivé au cours des siècles en Kiprovets, puis Tchiporovtsi, Tchiprovats et enfin Tchiprovtsi (depuis 1956).
La région autour de Tchiprovtsi est riche de gisements de cuivre, plomb, or, argent et fer, qui furent exploités dès le Moyen Âge. Des mineurs allemands y introduisirent le catholicisme, et la ville devint alors un centre important culturel et religieux pour les Bulgares catholiques. Une révolte contre les ottomans, dite insurrection de Tchiprovtsi, y éclata en 1688, mais elle fut écrasée et sa population se réfugia dans les territoires contrôlés par les Habsbourg. Désertée pendant plus de 30 ans, la ville fut repeuplée de Bulgares orthodoxes dans les années 1720. La ville devint alors un centre de tissage de tapis.

## Galerie

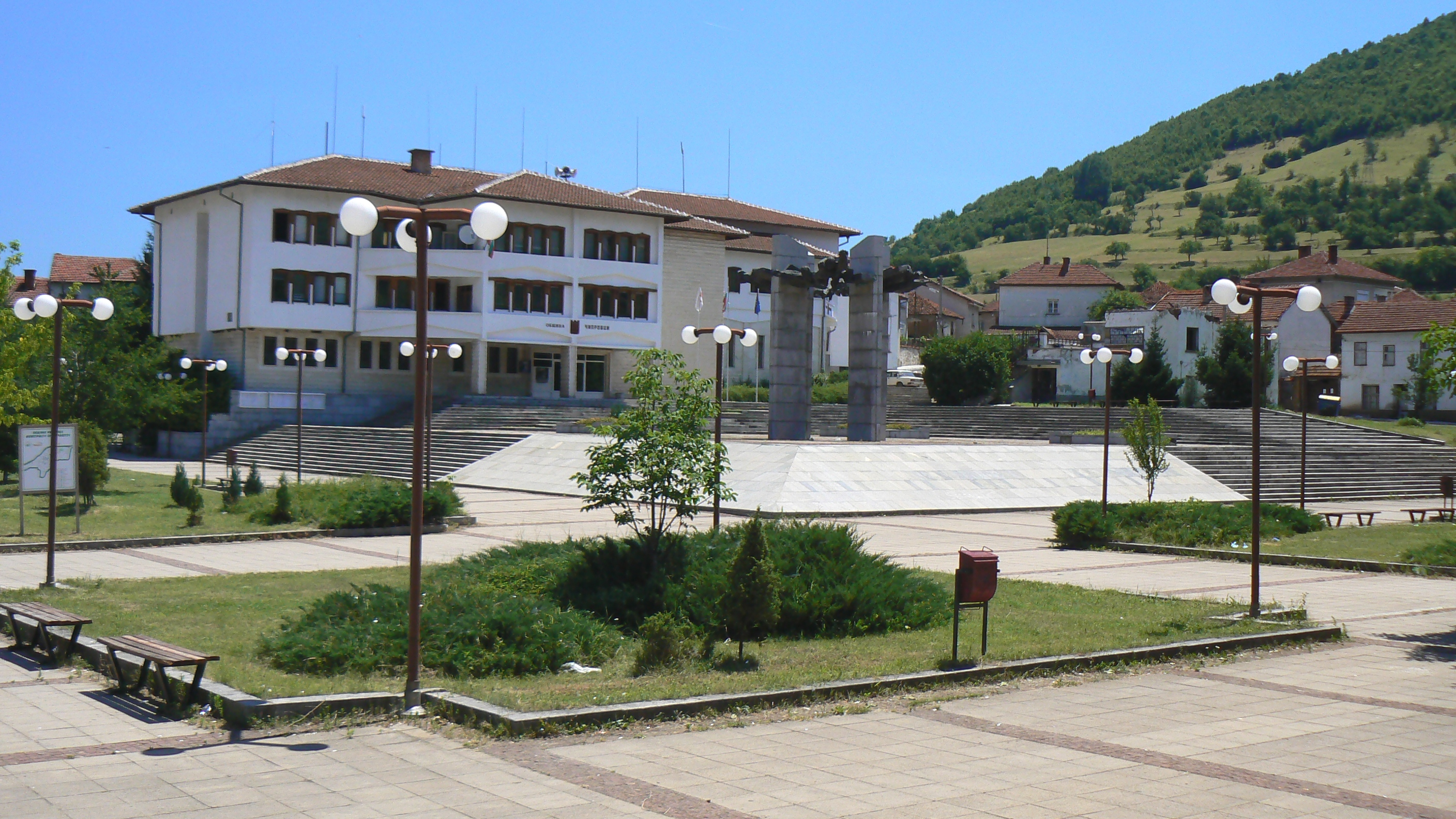
La place centrale de Tchiprovtsi.
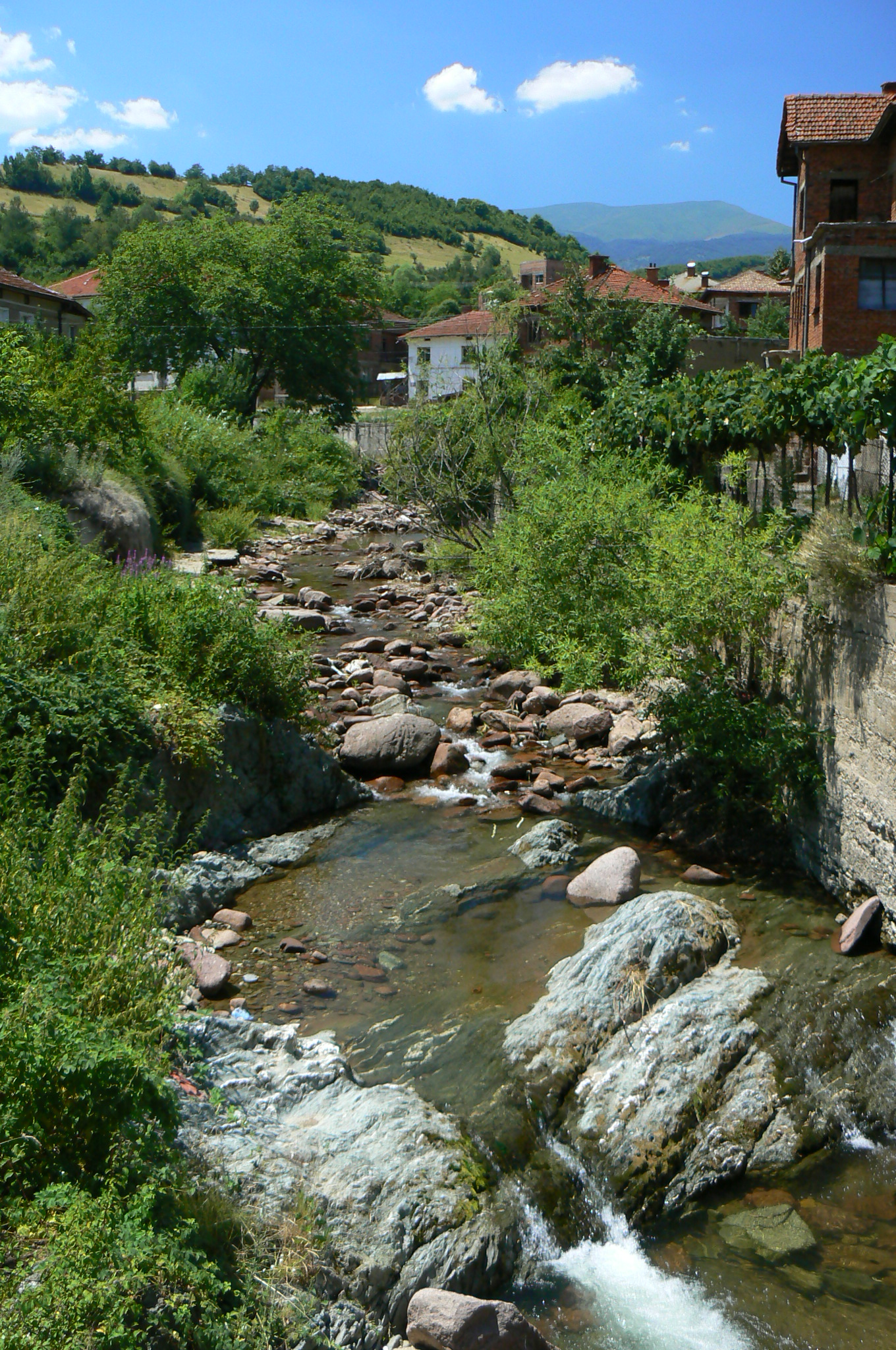
La rivière Ogosta à Tchiprovtsi.